# Josef Svatopluk Machar
Josef Svatopluk Machar (n. 29 februarie 1864 - d. 17 martie 1942) a fost un scriitor ceh. A scris în special poezii, fiind unul dintre principalii partizani ai renașterii conștiinței naționale. Lirica sa romantică are fie caracter meditativ, fie tematică patriotică și istorico-filozofică în maniera lui Victor Hugo.
De asemenea, a scris și eseuri și memorialistică.

## Scrieri
- 1887/1892: Confiteor
- 1891/1893: Čtyři knihy sonetů ("Patru cărți de sonete")
- 1901: Golgatha ("Golgota")
- 1901: Confese literáta ("Mărturiile unui scriitor")
- 1906/1926: Svědomím věků ("Conștiința secolelor").